# Serie Mundial de 1953

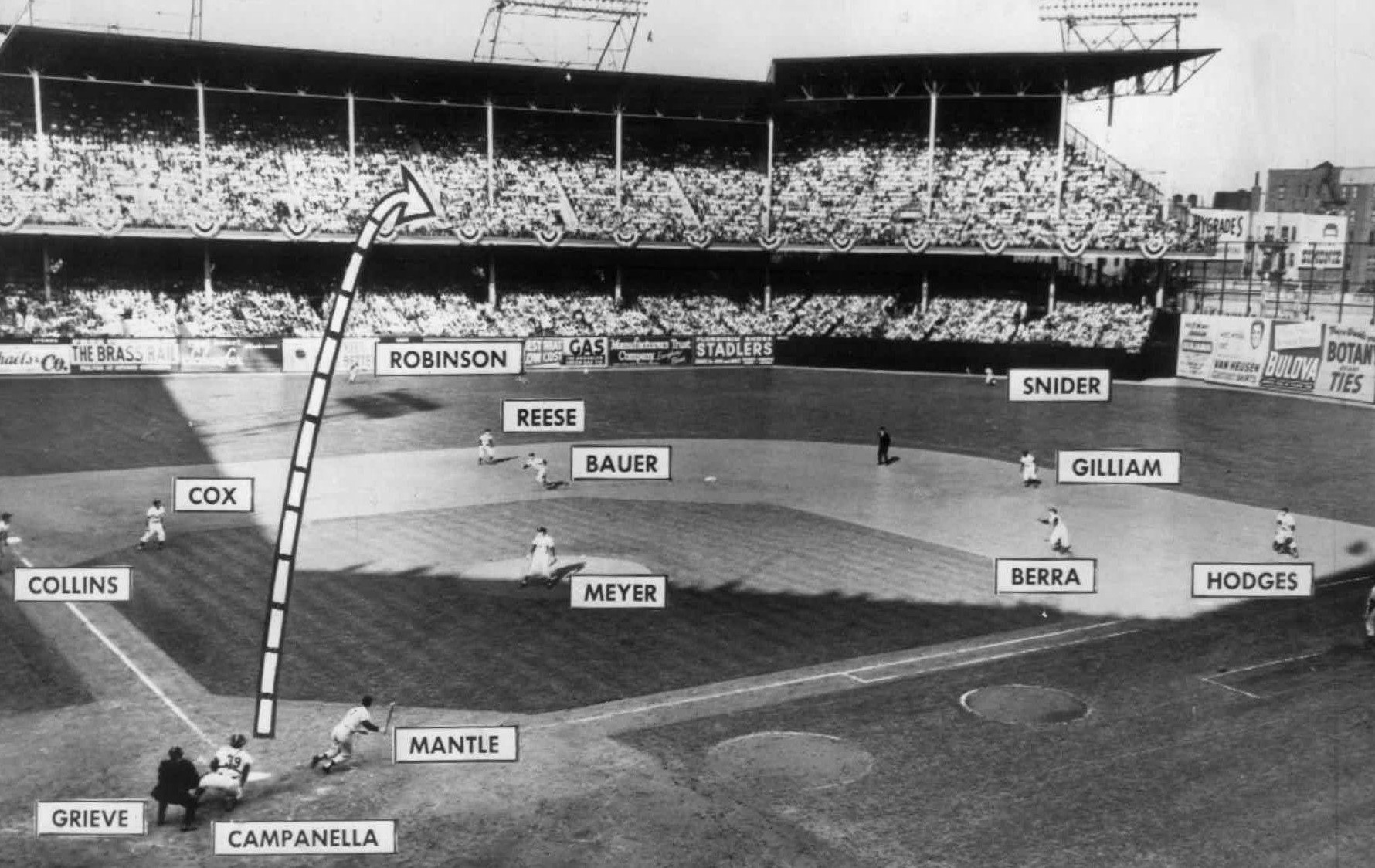
Una fotografía del grand slam de Mickey Mantle tras un lanzamiento de Russ Meyer en la tercera entrada del quinto juego de la Serie Mundial de 1953 en Ebbets Field, entre los Yankees de Nueva York y los Dodgers de Brooklyn.

La Serie Mundial de 1953 fue disputada entre New York Yankees y Brooklyn Dodgers.
Los New York Yankees resultaron ganadores al vencer en la serie por 4 partidos a 2.

## Desarrollo

### Juego 1
| Equipo   | 1 | 2 | 3 | 4 | 5 | 6 | 7 | 8 | 9 | C | H  | E |
| -------- | - | - | - | - | - | - | - | - | - | - | -- | - |
| Brooklyn | 0 | 0 | 0 | 0 | 1 | 3 | 1 | 0 | 0 | 5 | 12 | 2 |
| New York | 4 | 0 | 0 | 0 | 1 | 0 | 1 | 3 | X | 9 | 12 | 0 |

LG: Johnny Sain (1–0)  LP: Clem Labine (0–1)  
HRs:  BRO – Jim Gilliam (1), Gil Hodges (1), George Shuba (1)  NYY – Yogi Berra (1), Joe Collins (1)

### Juego 2
| Equipo   | 1 | 2 | 3 | 4 | 5 | 6 | 7 | 8 | 9 | C | H | E |
| -------- | - | - | - | - | - | - | - | - | - | - | - | - |
| Brooklyn | 0 | 0 | 0 | 2 | 0 | 0 | 0 | 0 | 0 | 2 | 9 | 1 |
| New York | 1 | 0 | 0 | 0 | 0 | 0 | 1 | 2 | X | 4 | 5 | 0 |

LG: Eddie Lopat (1–0)  LP: Preacher Roe (0–1)  
HRs:  NYY – Billy Martin (1), Mickey Mantle (1)

### Juego 3
| Equipo   | 1 | 2 | 3 | 4 | 5 | 6 | 7 | 8 | 9 | C | H | E |
| -------- | - | - | - | - | - | - | - | - | - | - | - | - |
| New York | 0 | 0 | 0 | 0 | 1 | 0 | 0 | 1 | 0 | 2 | 6 | 0 |
| Brooklyn | 0 | 0 | 0 | 0 | 1 | 1 | 0 | 1 | X | 3 | 9 | 0 |

LG: Carl Erskine (1–0)  LP: Vic Raschi (0–1)  
HRs:  BRO – Roy Campanella (1)

### Juego 4
| Equipo   | 1 | 2 | 3 | 4 | 5 | 6 | 7 | 8 | 9 | C | H  | E |
| -------- | - | - | - | - | - | - | - | - | - | - | -- | - |
| New York | 0 | 0 | 0 | 0 | 2 | 0 | 0 | 0 | 1 | 3 | 9  | 0 |
| Brooklyn | 3 | 0 | 0 | 1 | 0 | 2 | 1 | 0 | X | 7 | 12 | 0 |

LG: Billy Loes (1–0)  LP: Whitey Ford (0–1)  SV: Clem Labine (1)  
HRs:  NYY – Gil McDougald (1)  BRO – Duke Snider (1)

### Juego 5
| Equipo   | 1 | 2 | 3 | 4 | 5 | 6 | 7 | 8 | 9 | C  | H  | E |
| -------- | - | - | - | - | - | - | - | - | - | -- | -- | - |
| New York | 1 | 0 | 5 | 0 | 0 | 0 | 3 | 1 | 1 | 11 | 11 | 1 |
| Brooklyn | 0 | 1 | 0 | 0 | 1 | 0 | 0 | 4 | 1 | 7  | 14 | 1 |

LG: Jim McDonald (1–0)  LP: Johnny Podres (0–1)  SV: Allie Reynolds (1)  
HRs:  NYY – Gene Woodling (1), Mickey Mantle (2), Billy Martin (2), Gil McDougald (2)  BRO – Billy Cox (1), Jim Gilliam (2)

### Juego 6
| Equipo   | 1 | 2 | 3 | 4 | 5 | 6 | 7 | 8 | 9 | C | H  | E |
| -------- | - | - | - | - | - | - | - | - | - | - | -- | - |
| Brooklyn | 0 | 0 | 0 | 0 | 0 | 1 | 0 | 0 | 2 | 3 | 8  | 3 |
| New York | 2 | 1 | 0 | 0 | 0 | 0 | 0 | 0 | 1 | 4 | 13 | 0 |

LG: Allie Reynolds (1–0)  LP: Clem Labine (0–2)  
HRs:  BRO – Carl Furillo (1)
|                                                           |
| Campeón de las Grandes Ligas New York Yankees 16.º título |